# Kanyš-Kyâ
Kanyš-Kyâ (in kirghiso Каныш-Кыя?, Kanış-Kıya) è una città del Kirghizistan, capoluogo del distretto di Čatkal.